# Chapelle de l’Hôtel-Dieu (Lyon)

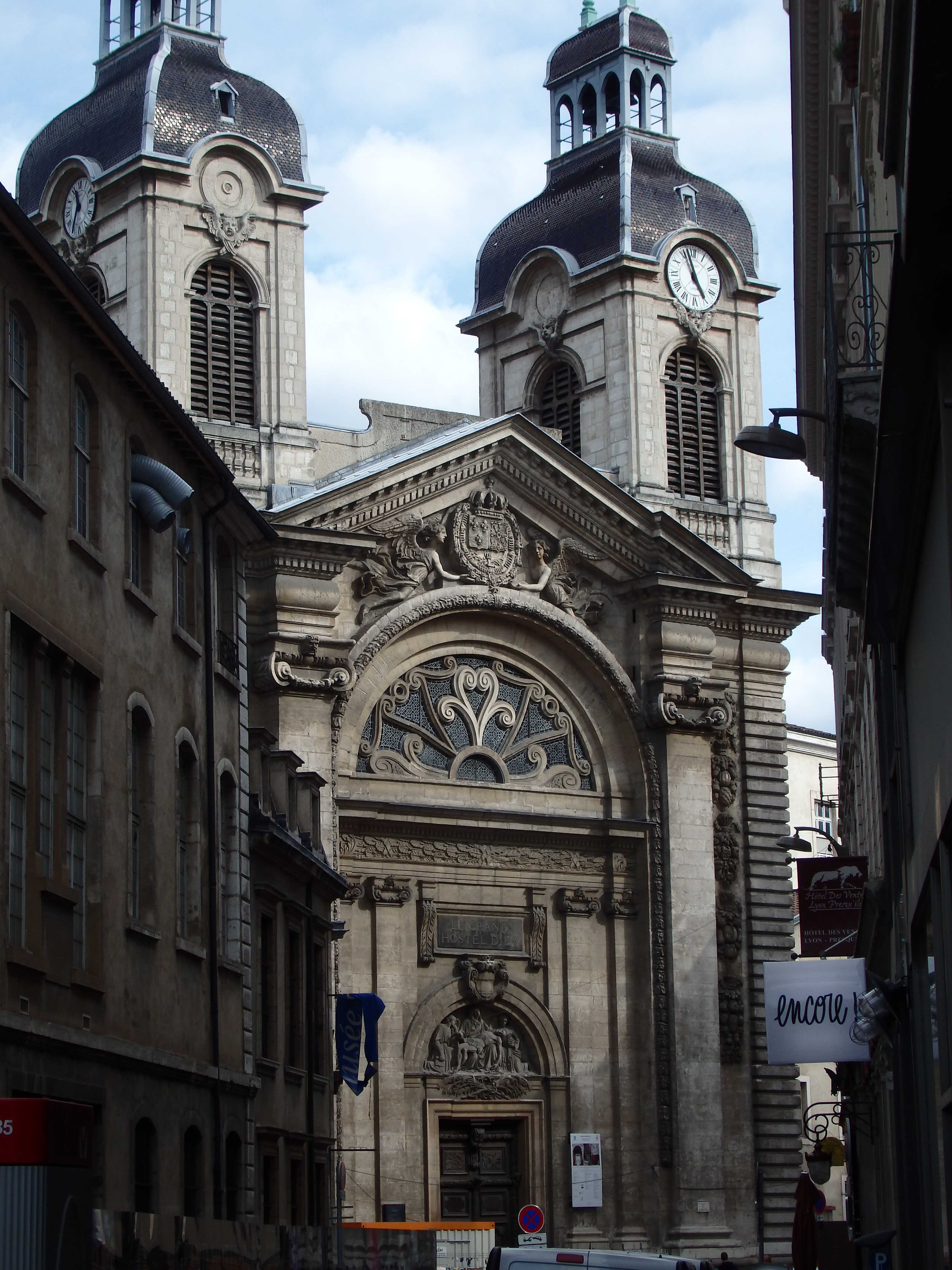
Chapelle de l’Hôtel-Dieu (Lyon)

Die Chapelle de l’Hôtel-Dieu (auch: Notre-Dame-de-Pitié) ist eine römisch-katholische Kirche im 2. Arrondissement von Lyon.

## Lage und Patrozinium
Die Kirche steht westlich der Rhône unweit des südlichen Endes der Rue de la République. Sie ist Teil des Gebäudekomplexes Hôtel-Dieu. Sie ist zu Ehren der Pietà (deutsch: Maria Vesperbild) geweiht und gehört zur Pfarrei St-Bonaventure.

## Geschichte

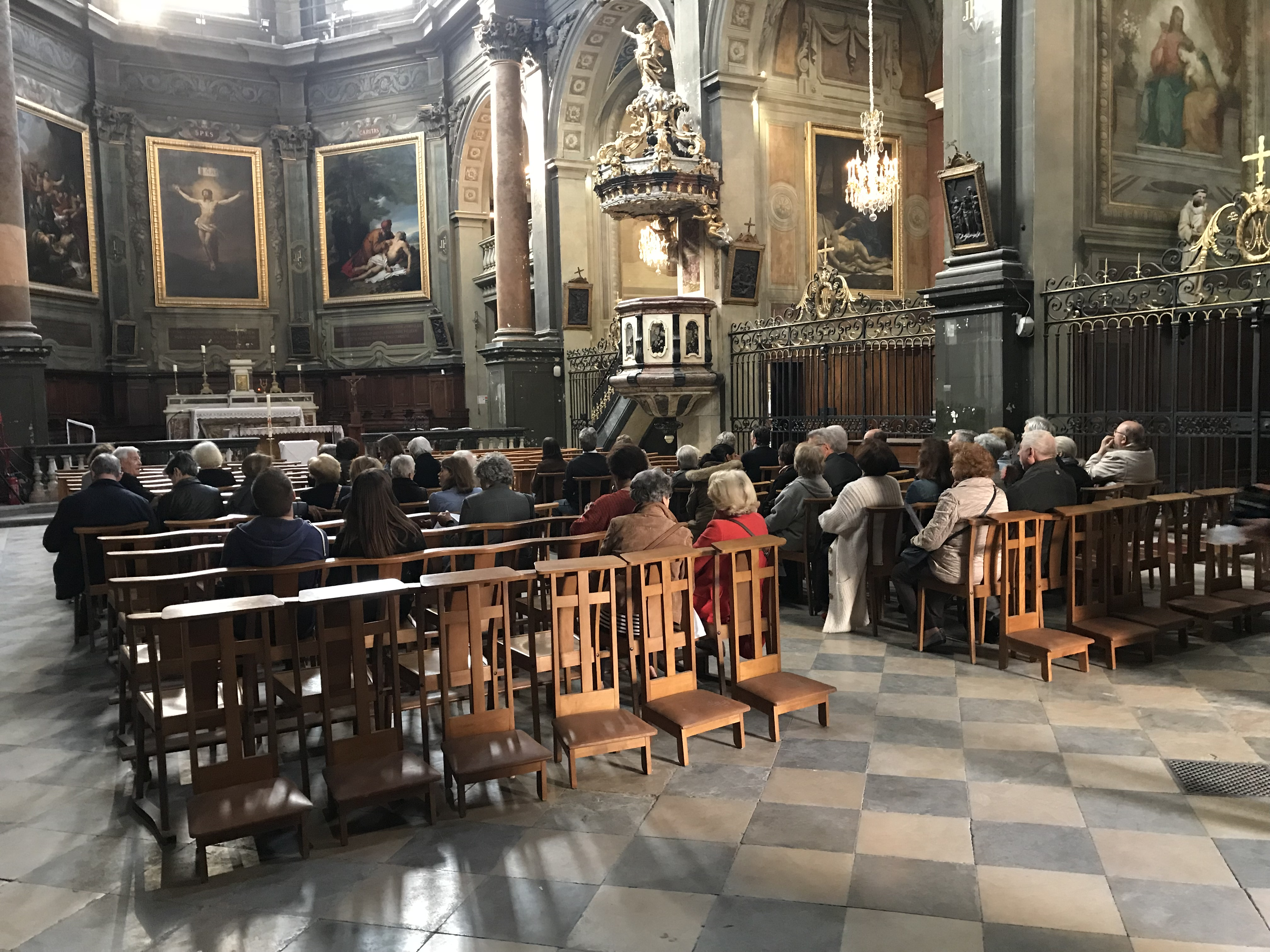
Chapelle de l’Hôtel-Dieu (Lyon)

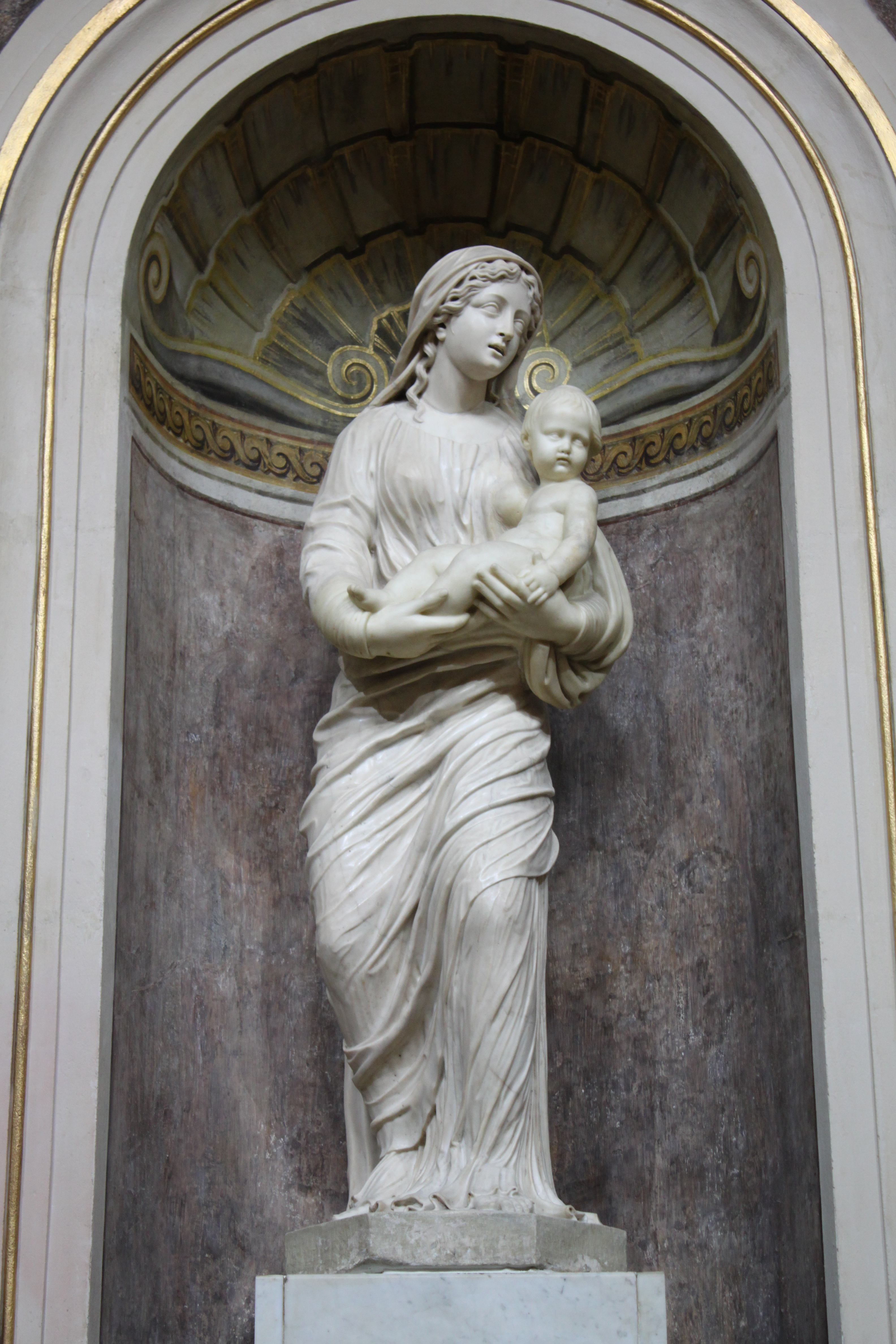
Chapelle de l’Hôtel-Dieu (Lyon)

Der Bau dauerte von 1637 bis 1644. Die Fassade kam spätestens 1655 hinzu. Der heutige Eingang und die Kuppel wurden 1706 von Jean Delamonce (1635–1708) und seinem Sohn Ferdinand (1678–1753) hinzugefügt.

## Ausstattung
Die barocke Kirche beeindruckt durch die reiche Ausstattung im Schiff (mit Kanzel von Marc II Chabry aus dem 18. Jahrhundert) und in den acht Seitenkapellen. Bemerkenswert sind die Muttergottes mit Jesuskind von Jacques Mimerel (1608–1675) aus dem Jahr 1633, die Pietà (1853) von Joseph-Hugues Fabisch  und der Schrein der heiligen Valentina aus dem 19. Jahrhundert. Die aufwendige Restaurierung der Kirche ist weit fortgeschritten.